# Padang Kerta
Padang Kerta is een bestuurslaag in het regentschap Karangasem van de provincie Bali, Indonesië. Padang Kerta telt 7380 inwoners (volkstelling 2010).